# Claudia Brücken

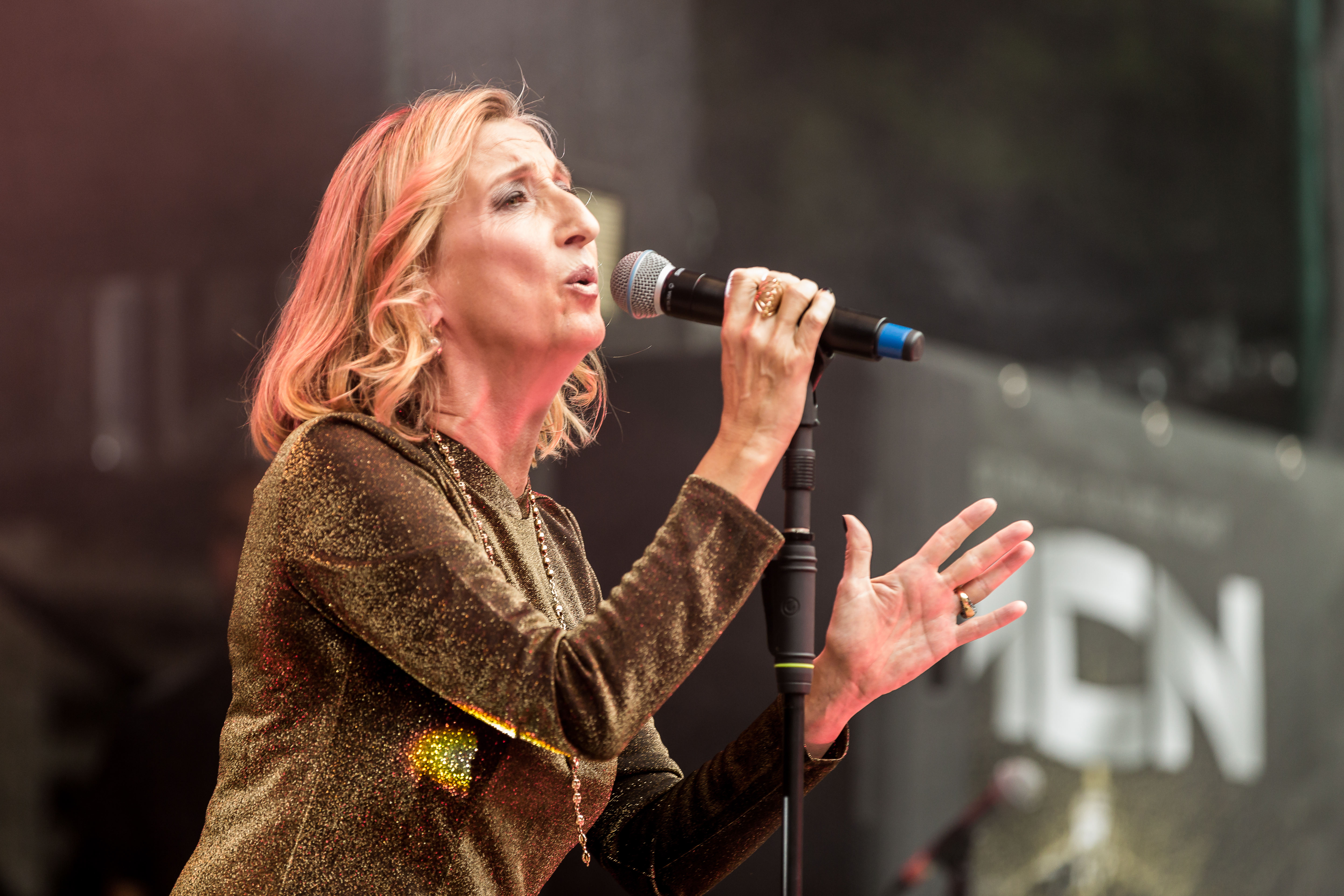
Claudia Brücken auf dem Nocturnal Culture Night (2018)

Claudia Brücken (* 7. Dezember 1963 in Berching in der Oberpfalz) ist eine deutsche Sängerin.

## Karriere
Die in Düsseldorf aufgewachsene Brücken war häufiger Besucherin der Szenekneipe Ratinger Hof und trat gemeinsam mit ihrer Freundin Susanne Freytag als 16-Jährige der Synthiepop-Band The Tripolinas bei. Drei Jahre später wurde Freytag Teil der Synthiepop-Band Propaganda des Sängers Ralf Dörper und holte kurz darauf Brücken als Sängerin nach.  Die Band wurde vom englischen Plattenlabel ZTT Records unter Vertrag genommen und von dessen Produzenten Trevor Horn betreut. Chef von ZTT war Paul Morley, der später Brückens Ehemann wurde. Mit Propaganda wurde Brücken durch Hits wie Dr. Mabuse, Duel und p:Machinery einem breiten Publikum bekannt. Ihr unterkühlter Gesang wurde mit dem von Marlene Dietrich und Nico verglichen. Außerdem wirkte sie 1991 in dem Song Run from Love zusammen mit Jimmy Somerville mit. Doch laut Brücken wurden Freytag wie auch sie bei Propaganda nur als „ersetzbare, lächelnde Puppen“ gesehen, worauf sie die Band im Streit verließ. Brücken bekannte, dass die Reunion scheiterte, da das Bandmitglied Michael Mertens Probleme hatte, mit ihr zusammenzuarbeiten.
Nach Propaganda gründete Brücken 1987 mit dem englischen Keyboarder Thomas Leer eine weitere ZTT-Band namens Act, die aber nur ein Jahr bestand. Nachdem sie mit ihrem Ehemann Paul Morley ein Kind bekommen, aber sich später hatte scheiden lassen, verließ sie 1991 vorerst die Musikbranche, um „eine alleinerziehende Mutter zu sein“.
Nachdem sich jahrelange Comeback-Versuche von Propaganda zerschlagen hatten, gründete Brücken 2004 mit ihrem Lebensgefährten Paul Humphreys die Band Onetwo und arbeitete hier u. a. mit Martin Gore (Depeche Mode) zusammen, später auch mit Andy Bell von Erasure. Im Computerspiel L.A. Noire (2011) lieh Brücken der Figur Elsa Lichtmann für drei Lieder ihre Stimme. 2022 veröffentlichte Brücken mit Susanne Freytag unter dem Namen xPropaganda das Album The Heart Is Strange, welches von Stephen Lipson produziert wurde.

## Leben
Mit ihrem Ex-Ehemann Paul Morley hat Brücken ein Kind. Später war sie mit Paul Humphreys liiert, dem Keyboarder der Synthpop-Band OMD und ihrem Partner bei Onetwo. Diese Beziehung endete im Jahr 2013.

## Bandzugehörigkeit
- The Tripolinas (1979–1982)
- Propaganda (1982–1985)
- Act (1987–1988)
- Onetwo (seit 2004)
- D:UEL (seit 2019) mit Susanne Freytag
- xPropaganda (seit 2018) mit Susanne Freytag und Stephen Lipson

## Diskografie (Auswahl)

### Alben
- 1991: Love: And a Million Other Things (Island Records)
- 2012: The Lost Are Found (There Music)
- 2014: Where else… (Cherry Red)
- 2025: Night Mirror (Demon)

### Singles
- 1991: Kiss like Ether (Island Records)